# Convento de Santa María de la Concepción (Atlihuetzia)
El Convento de Santa María de la Concepción en Atlihuetzia es una construcción del siglo XVI. Sus arcos son el principal acceso al interior, fue uno de los primeros en establecerse en tierras de América y tlaxcaltecas. El obispo de Tlaxcala, Francisco Moreno Barrón, erigió al ex convento de Santa María de la Concepción, ubicado en Atlihuetzía, como santuario de los Niños Mártires de Tlaxcala, Cristóbal, Antonio y Juan, quienes fueron beatificados por el papa Juan Pablo II en mayo de 1990, luego de haber comprobado que fueron sacrificados en 1529 por profesar la evangelización.

## Recuadro
Uno de los testimonios de mayor presencia de los franciscanos en Tlaxcala es exactamente la construcción de sus conventos que, al mismo tiempo de servir de aposentos, fueron puntos gravitacionales en torno de los que se organizaban las comunidades indígenas, tanto a recibir la administración de los sacramentos como en cuanto a la formación de nuevos distritos desde el punto de vista político.  Apenas unos años después de la caída de México-Tenochtitlan, los franciscanos comenzaron su labor de construcción de conventos en Tlaxcala. En total fueron doce conjuntos diseminados a lo largo del territorio, entre los que se cuenta a los de Tlaxcala, Atlihuetzian, Tepeyanco, Texcalac, Huamantla, Hueyotlipan y Nativitas, por mencionar los más representativos. Los conventos franciscanos de los siglo XVI y XVII construidos en Tlaxcala servían esencialmente para dar albergue a los religiosos, y para ellos estaban habilitados con sus celdas, elementos sanitarios, cocina y comedor, además de corredores, huerta y otros lugares comunes; para el oficio de los ritos, contaban con grandes naves, dotadas de coro, arquería y pintura mural; en la parte posterior, destacan especialmente las Capillas Abiertas, hechas especialmente para oficiar al aire libre y poder estar a tono con las costumbres indígenas de no celebrar en lugares cerrados, y las Capillas Posas, elemento ubicados en las esquinas de los atrios que servían como descansos o estaciones en la celebración de procesiones.

## Construcción
Según la tradición, habría sido el mismo Hernán Cortés quién habría trazado el diseño para la construcción del Convento Francisano de Santa María Atlihuetzia, cuya edificación comenzó hacía 1525, y ante la evidencia de diferentes materiales presentes a simple vista, se denuncia que fue hecho en diferentes etapas, tardando el resto del siglo XVI para su culminación. Originalmente el conjunto constaba de nave principal o iglesia con coro y sotocoro, torre, capilla abierta, claustro, celdas, huerto, capillas posas y otras dependencias domésticas.  Es de destacarse que está fechada la destrucción de la techumbre del lugar, en 1725, y se dice también que un ciclón en julio de 1882 derribó la torre. Aunque se encuentra actualmente parcialmente destruido, destaca de inmediato lo bello de su arquería y en particular divide al coro del presbiterio y que conserva su esencia hasta nuestros días.
Cabe destacar que en todos los conventos existía una puerta que se abría sólo en ocasiones muy especiales y que al cruzar a través de ella se lograban importantes indulgencias. En el caso de Atlihuetzia esta puerta Porciúncula se encontraba hacia el lado norte. Esta puerta recuerda la añeja tradición franciscana de tener una pequeña capilla, como la que hace siglos san Francisco restauró con sus propias manos y en donde, según la tradición, tuvo una visión divina de Jesucristo. El día 2 de agosto de cada año se abría la puerta y quienes entraban por ella recibían ciertas indulgencias o perdones.
Es importante comentar que en este inmueble se encuentran restos de una pintura mural que aparentemente hace alusión a un hombre confesándose y siendo instado por un demonio a no decir la verdad, para luego hacer que su alma se perdiera en medio de una serpiente de fuego.

## Rescate
En el marco del 500.º Aniversario del Nacimiento de los Niños Mártires Tlaxcaltecas,  la diócesis de Tlaxcala decretó que el antiguo convento Franciscano de la Concepción de María, como nuevo Santuario de los Niños Mártires de Tlaxcala. Además la diócesis anunció el proyecto “Unión de esfuerzos para el rescate del ex convento de Atlihuetzia”, al mando de dos sacerdotes uno era un pintor reconocido a nivel nacional, Arnulfo Mejía Rojas, y el otro el encargado del convento, con la inauguración de un portón en la entrada principal de la nave el 23 de septiembre de 2014. el portón fue un regalo de la escultora Ángela Gurría, quien no cobró “ni un centavo” por hacerlo, el cual será de hierro con dimensiones de cuatro metros de alto por poco más de tres de ancho, y un diseño de tipo medieval y un peso de dos toneladas. 
Asimismo, se refirió que en el plano espiritual, permitirá la realización de misas y el trabajo pastoral para la comunidad, mientras que en el plano material, buscan contar con los permisos necesarios por parte del Instituto Nacional de Antropología e Historia (INAH), para que pueda llevar a cabo las labores de reconstrucción de este recinto que actualmente se encuentra en ruinas.
El proyecto ha sido entregado en dos ocasiones a la dependencia federal, pero este ha sido rechazado en dos ocasiones, pero continuarán con las acciones correspondientes de manera que buscan que este recinto retome el objetivo de ser un centro evangelizador de los más importantes de la entidad.